# 康定白前
康定白前（学名：Cynanchum limprichtii）是夹竹桃科鹅绒藤属的植物，为中国的特有植物。分布在中国大陆的四川等地，生长于海拔3,000米的地区，常生长在山地林中，目前尚未由人工引种栽培。